# Andrónico de Cirro
Andrónico de Cirro (en griego: Ανδρόνικος Κυρρήστου), también conocido como Andronicus Cyrrhestes, fue un astrónomo griego, que vivió alrededor del año 100 a. C.
Construyó un horologium en Atenas, la llamada Torre de los Vientos, de la cual todavía se conserva una buena parte. Presenta una forma octagonal, con figuras talladas en cada lado que representan los ocho vientos principales. En la Antigüedad se hallaba en la cumbre una figura de bronce de Tritón, que poseía una vara en su mano que giraba con el viento y apuntaba en función del mismo. De aquí proviene la costumbre de colocar veletas en lo alto de las torres.